# Niemitz (Adelsgeschlecht)

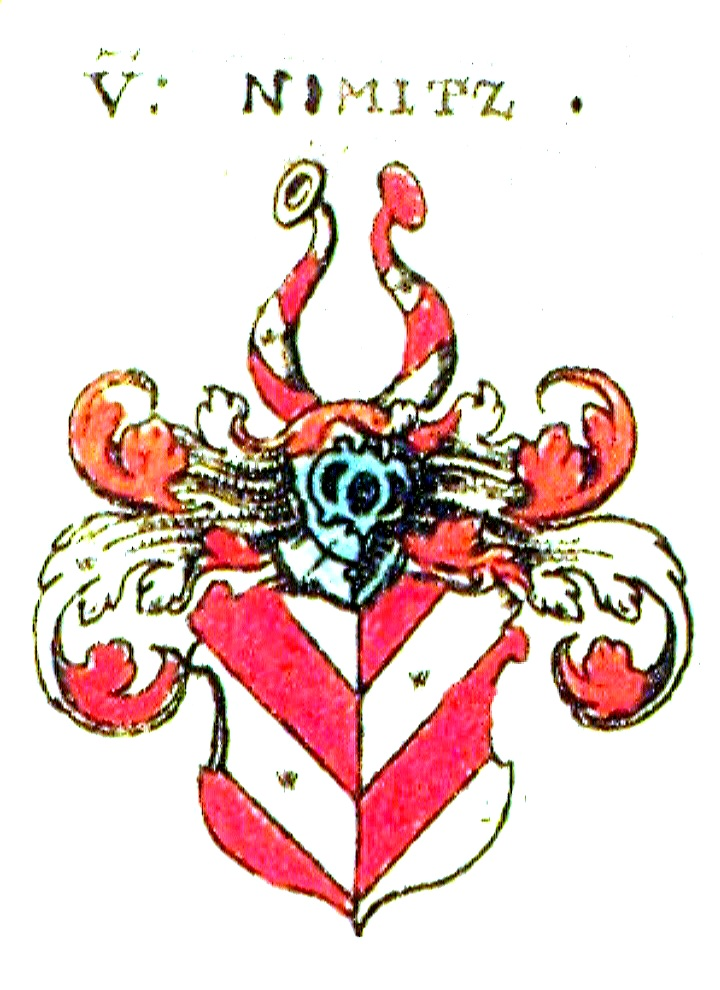
Wappen der Niemitz in Johann Siebmachers Wappenbuch von 1605

Niemitz, auch Nimitz, Niemand, Nymand bzw. Nymancz, war der Name eines schlesischen Uradelsgeschlechts das 1759 im Mannesstamm erlosch. Die Familie ist nicht zu verwechseln mit den Herren von Nimptsch.

## Geschichte
Der bis in das 14. Jahrhundert belegte Zuname Beier soll auf einen Ursprung der Niemitz aus dem Herzogtum Bayern verweisen. 1289 wurde Rambold von Nymand, in Gefolge des Herzogs Bolko von Schlesien, von König Wenzel II. von Böhmen mit der Stadt Schömberg und den Dörfern Michelsdorf, Trautliebsdorf, Kindelsdorf und Königshain belehnt. 1342 erhielt ein Zweig die Lehen Steine und Seifersdorf im Glatzer Land. 1351 kaufte Otto von Niemand auf Niedersteine von seinen Schwägern Hans und Peschke von Dirsdorf deren Anteil und wurde zum Stammvater der Dirsdorfer Linie. Ein Anteil von Kauffung bei Schönau erhielt nach dem Geschlecht den Namen Niemitz. Darauf waren Zweige in Jungferndorf bei Neiße, in Karisch bei Strehlen und in Groß-Peterwitz bei Breslau begütert. 1358 ist Hartung von Niemand beurkundet. 1385 schenkte Conard von Nymancz eine Mark immerwährenden Zinses dem Pfarrer von Reichenau. 1417 übergab Meister George von Niemand vom Orden der Kreuzherren mit dem roten Stern dem Magistrat von Liegnitz das Hospital von St. Nikolaus. Nach dem Tode des Johanniter-Komtur zu Wien Conrad von Nymand, belehnte Kaiser Sigismund seine der Krone heimgefallenen Güter Niedersteine und Seifersdorf 1437 dem Cluxa von Dohalicz. Nickel von Niemitz, der nach 1500 starb, kaufte 1478 das Gut Groß-Wilkau und machte es zum Sitz seiner Familie. 1524 verkaufte der Komtur zu Reichenbach Hans von Nymantz und seine Brüder, der Ritter Leonhard Nymantz in Silbitz und Bartel von Nymantz in Wilkau, im Namen und Vollmacht ihrer Geschwister Ernst von Nymantz, Helena Warkotsch, Regina Neumann, Ehefrau von Georg Stillfried von Ratienitz auf Neurode, ihr Gut Schönborn an einen Breslauer Bürger. Das weiterverzweigte Geschlecht blühte in den Linien Dirsdorf, Jungferndorf, Groß-Wilkau und Groß-Peterwitz. 1660 starb Hans Christian von Niemitz und Silbitz auf Peterwitz, Zauckwitz und Cosel. Das Geschlecht ist 1759 mit Conrad Ferdinand von Niemitz auf Dittersdorf bei Jauer und Förstchen bei Striegau im Mannesstamm erloschen.

## Besitzungen (Auswahl)

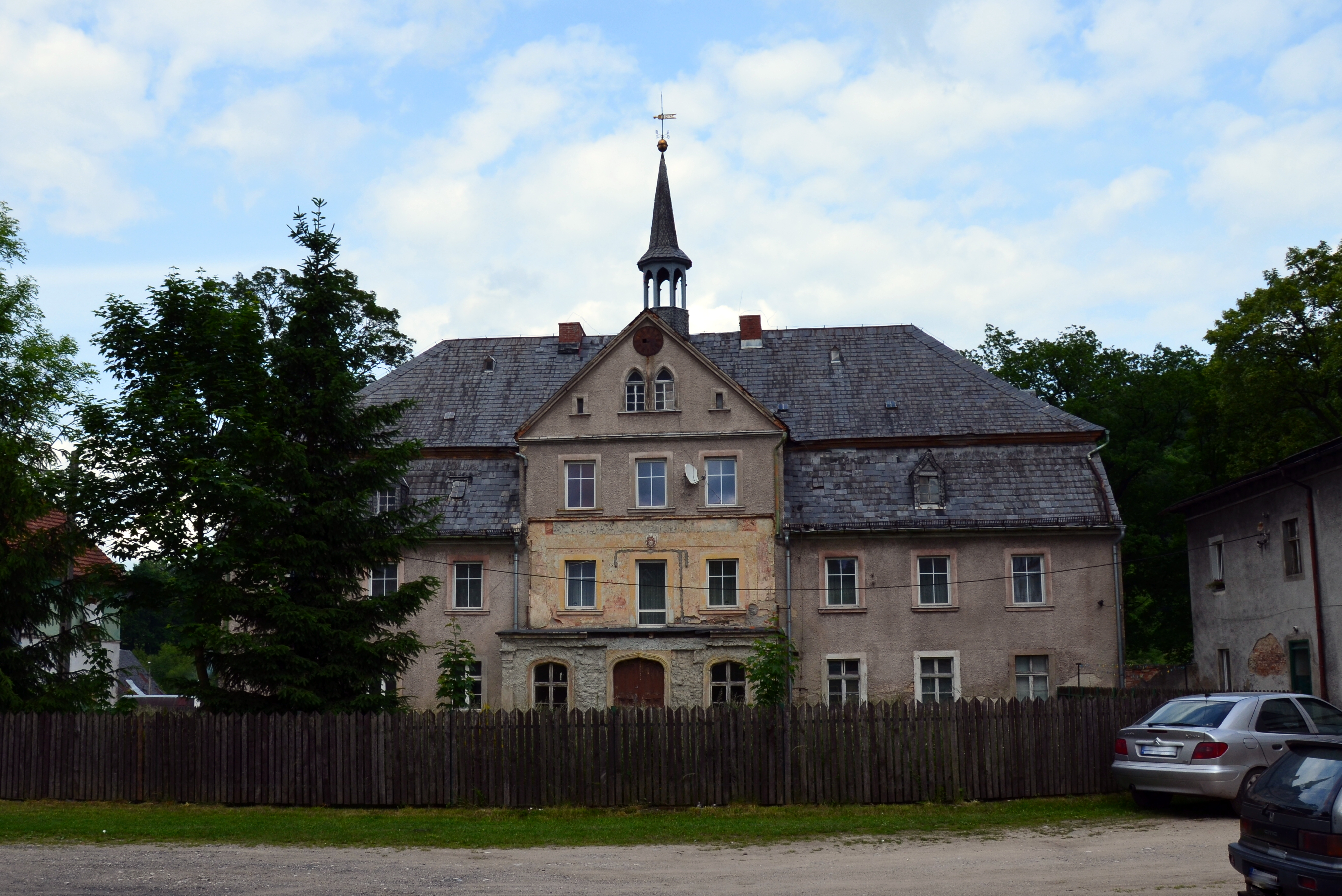
Schloss Niemitz

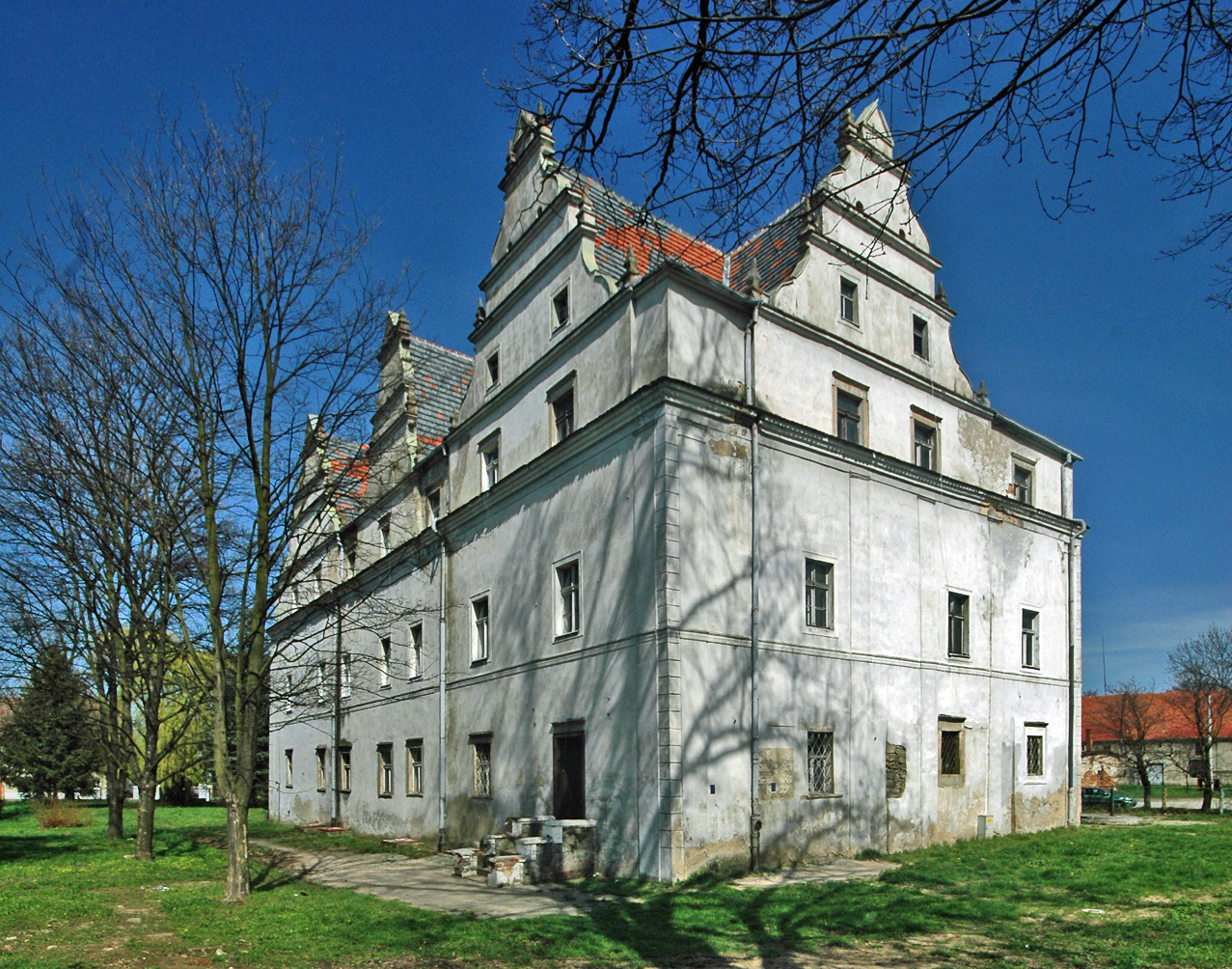
Schloss Groß-Wilkau

- Dirsdorf
- Dittersdorf
- Förstchen
- Goglau
- Groß-Peterwitz
- Groß-Wilkau
- Jungferndorf
- Niedersteine
- Karisch
- Kauffung
- Schönborn
- Seifersdorf
- Silbitz
- Zauckwitz

## Wappen

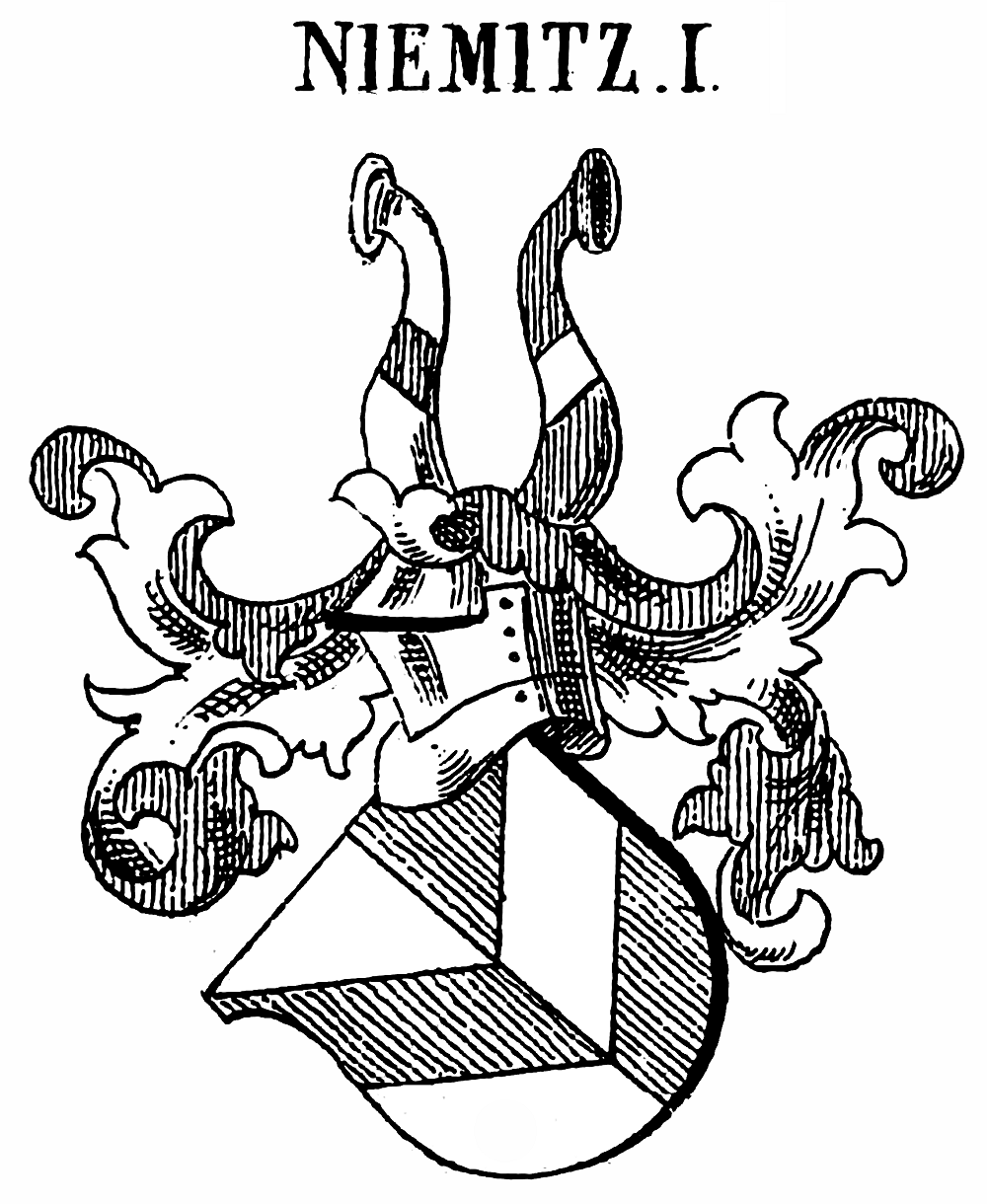
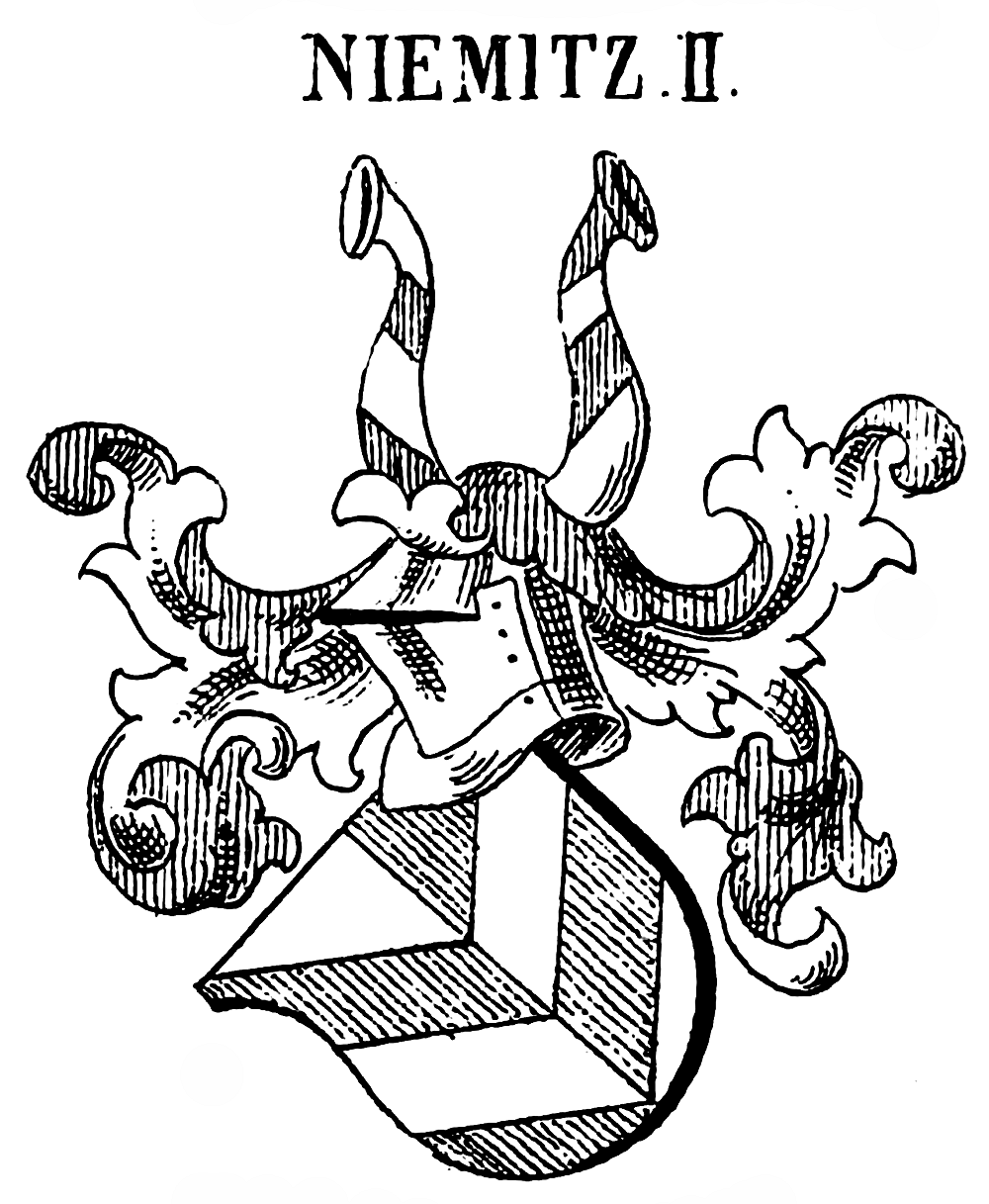
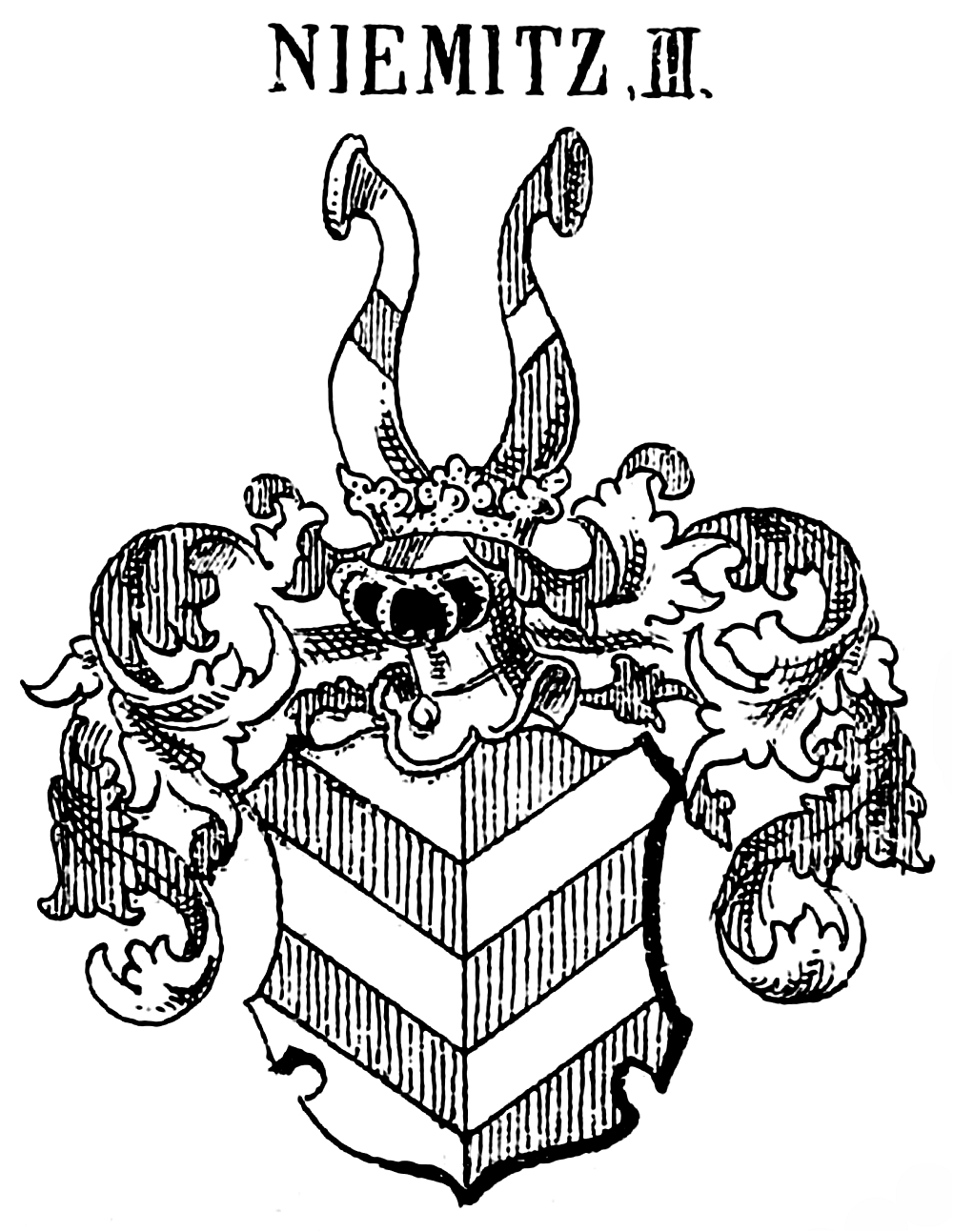
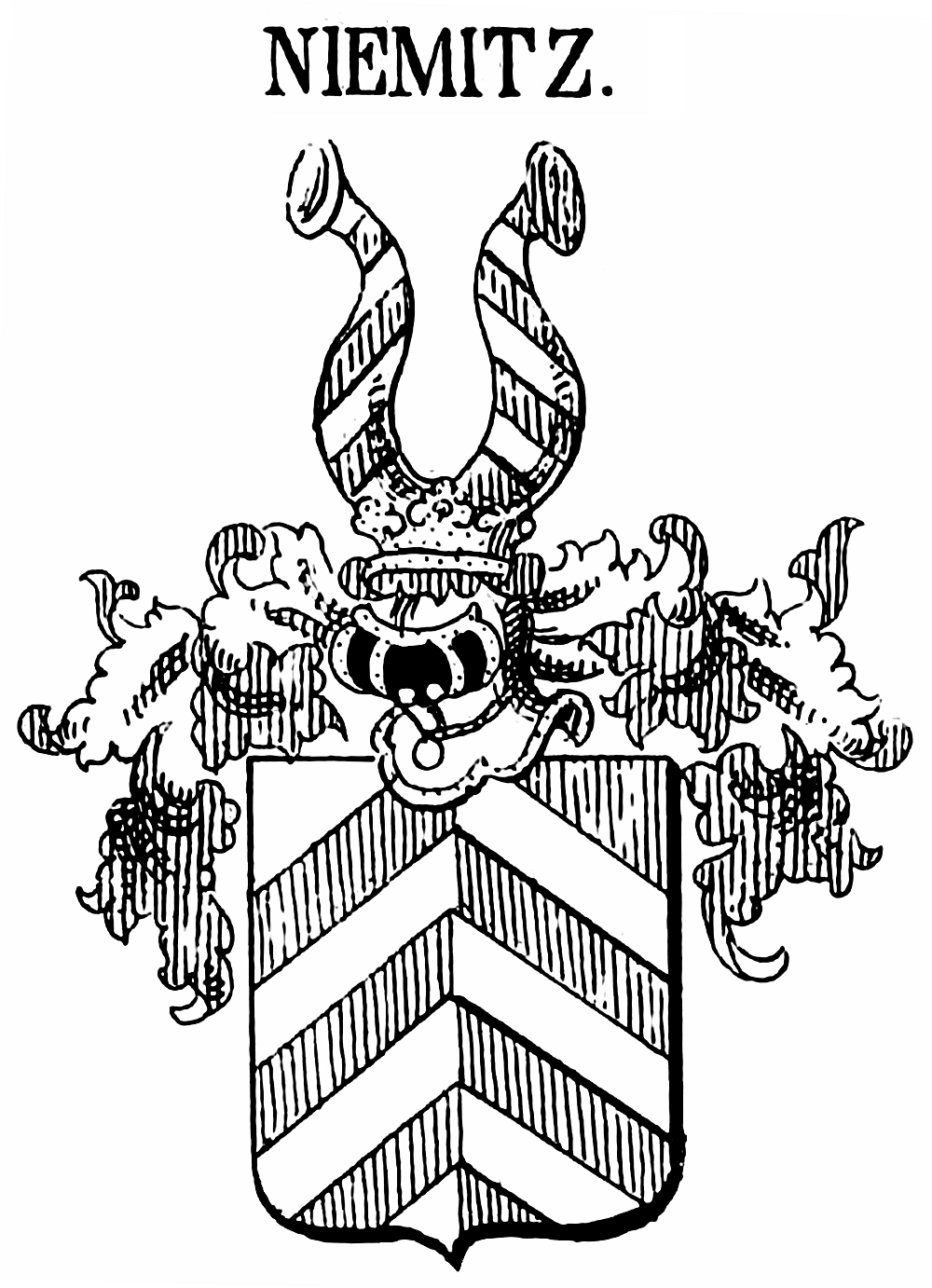

Stammwappen: „Schild gespalten und dreimal durch in Rot und Silbern wechselnden gestützten Balken geteilt. Helmdecken Rot und Silbern.“
Wappenvarianten in Siebmachers Wappenbüchern

## Angehörige (Auswahl)

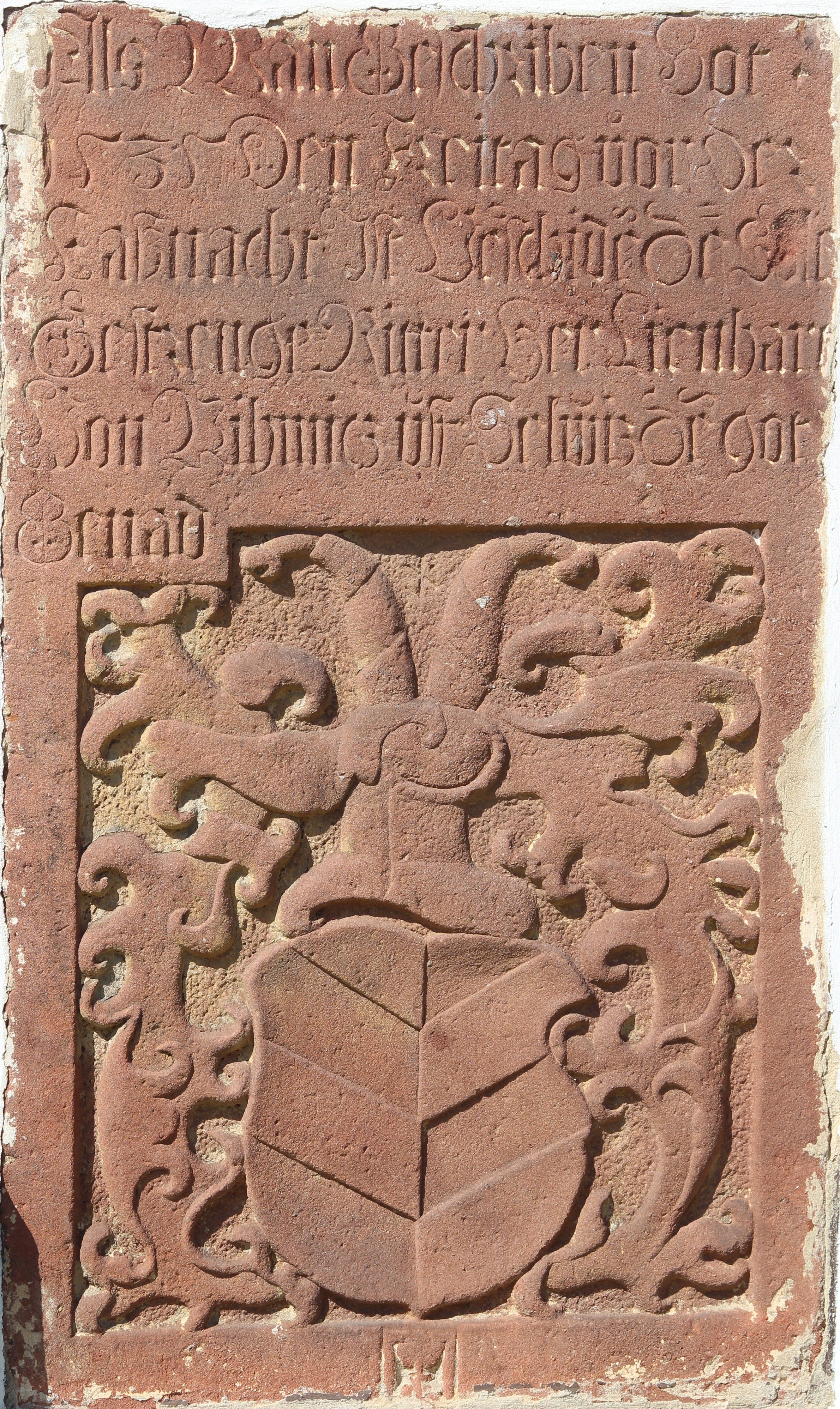
Grabstein mit Wappen für Lienhard von Niemitz

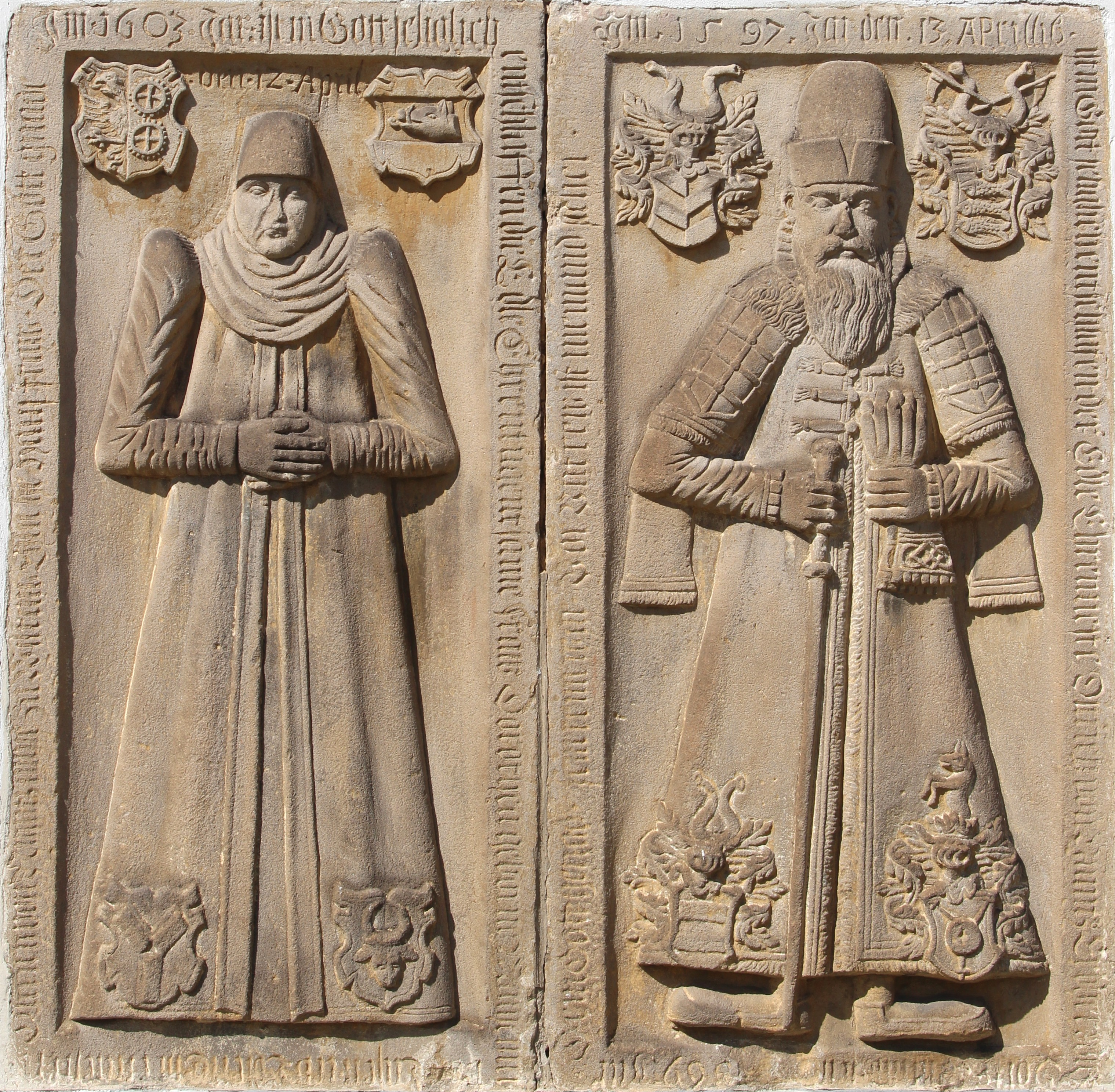
Grabstein für Dietrich und Dorothea von Niemitz

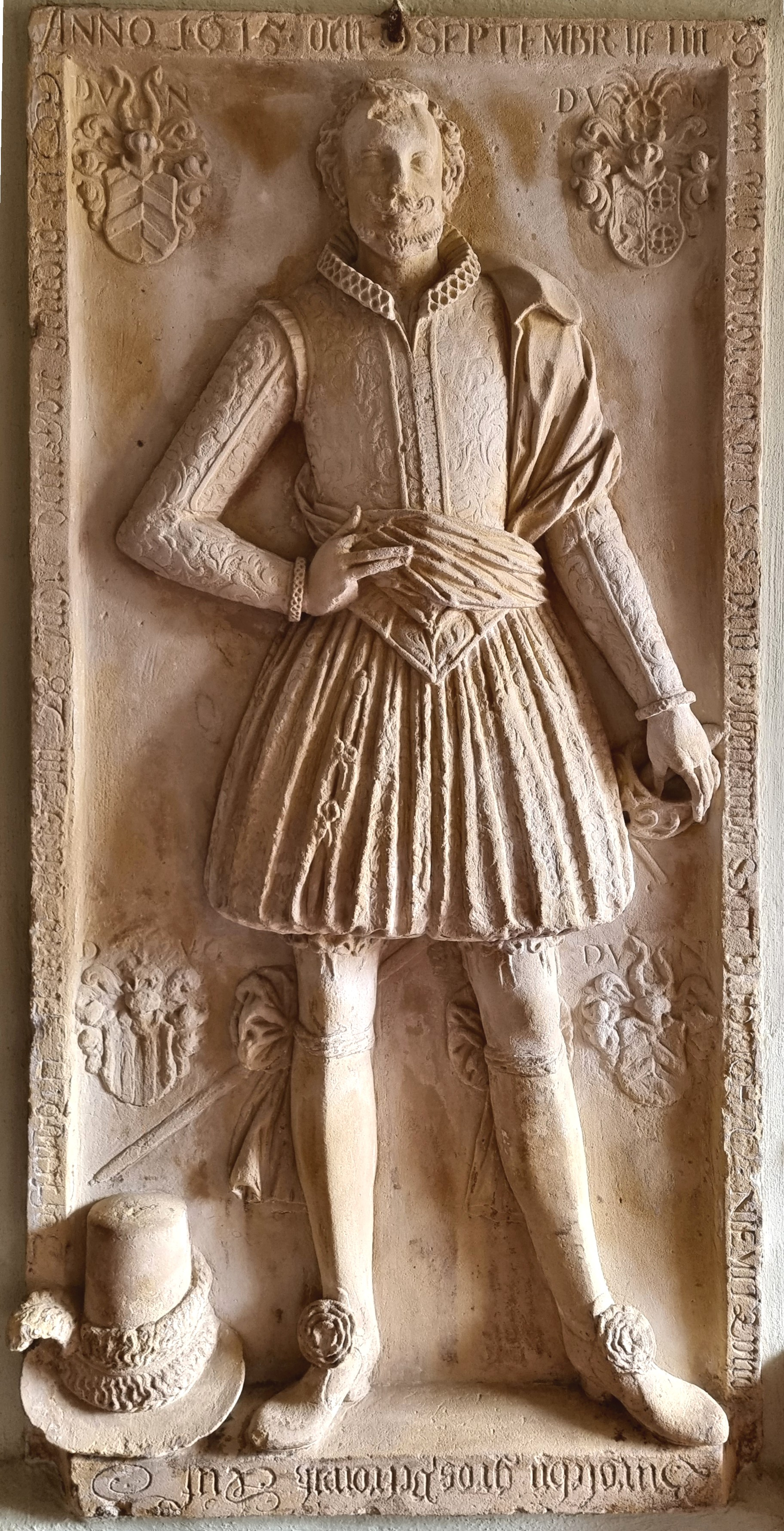
Grabstein für Friedrich von Niemitz

### Linie Dirsdorf-Jungferndorf
- Thomas von Niemitz († nach 1476); 1.⚭ NN von Reibnitz; 2.⚭ NN von Logau
  - Nickel von Niemitz († nach 1510); ⚭ Margaretha von der Heyde
  - Heinrich von Niemitz († nach 1520); ⚭ Margaretha Stillfried von Rattonitz
    - Ernst von Niemitz († nach 1538); ⚭ Anna von Zedlitz
      - Heinrich von Niemitz († 1573); ⚭ Hedwig von Pfeil
        - Hedwig von Niemitz († 1598); ⚭ Nikolaus von Niemitz
        - Susanna von Niemitz († vor 1619); ⚭ Christoph von Nimptsch
        - Heinrich von Niemitz (1562–1604); ⚭ Helena von Niemitz (1570–1636), Tochter von Nikolaus von Niemitz († 1582)
          - Heinrich von Niemitz († 1620); ⚭ Barbara von Metzradt
            - Joachim von Niemitz und Jungferndorf auf Diersdorf, Kosemitz, Tadelwitz († 1669); fürstlicher Rat, Landeshauptmann von Strehlen und Nimptsch; 1.⚭ Anna Helena Freiin von Bibran und Modlau; 2.⚭ Anna Maria Freiin von Schaffgotsch und Plagwitz
              - Helena Constantia von Niemitz (1640–1660), starb ledig an Blattern

          - Helena von Niemitz († nach 1654); ⚭ Heinrich von Pflug

    - Thomas von Niemitz († nach 1545); ⚭ NN von Mesenau

### Linie Groß-Wilkau
- Nickel von Niemitz (* 1473; † nach 1510); ⚭ Margaretha von der Heyde
  - Leonhard Niemitz († 1510) auf Wilkau; ⚭ Helena von Rotenhan
    - Ernst von Niemitz († 1524) auf Wilkau; ⚭ Margaretha von der Heyde und Groß-Ellguth
      - Nicol von Niemitz († 1582) auf Wilkau; ⚭ Susanna von Hohberg (1542–1576) auf Gutmannsdorf
        - Susanna von Niemitz (1563–1622); ⚭ Christoph von Reichenbach (1562–1616) auf Rudelsdorf
        - Helena von Niemitz (1570–1636); 1.⚭ Heinrich von Niemitz (1562–1604) auf Dirsdorf; 2.⚭ Heinrich Freiherr von Reichenbach

    - Leonhard von Niemitz († 1535); ⚭ NN von Eichholz
      - Katharina von Niemitz († nach 1580); ⚭ Ludwig von Pfeil
      - Konrad von Niemitz († 1563); ⚭ Margarethe von Schaffgotsch
      - Christoph von Niemitz auf dem Burglehen Groß-Peterwitz († nach 1588); ⚭ Anna von Seidlitz

    - Bartholomäus von Niemitz und Wilkau († nach 1541); ⚭ NN
      - Bartholomäus von Niemitz († nach 1591)
      - Dietrich von Niemitz auf Wilkau († 1597); ⚭ Dorothea von Mühlheim

### Linie Groß-Peterwitz
- Christoph von Niemitz auf dem Burglehen Groß-Peterwitz († nach 1588); ⚭ Anna von Seidlitz
  - Conrad von Niemitz, Herr des Burglehens Groß-Peterwitz, Zaulckwitz und Kosel, Hauptmann des Weichbildes Kanth († 6. März 1626); ⚭ Marianna von Zirn
    - Hans Christoph von Niemitz, Herr des Burglehens Groß-Peterwitz, Zaulckwitz und Kosel († nach 1660); ⚭ Elisabeth von Czettritz und Neuhaus
      - Elisabeth von Niemitz (1622–1681); ⚭ Hans Heinrich von Pfeil und Klein-Ellguth
      - Conrad von Niemitz; ⚭ Marianna von Falckenhayn
      - Anna Maria von Niemitz; ⚭ Leonhard von Prittwitz

  - Sigismund von Niemitz, königl. Rechtsbeisitzer des Fürstentums Breslau († nach 1620); ⚭ Anna von Mühlheim
    - Johann Sigismund von Niemitz; ⚭ Ursula von Stiebitz

### Linie Karisch
- Thomas von Niemitz († nach 1545); ⚭ NN von Mesenau
  - Georg von Niemitz († nach 1591); ⚭ Barbara von Seidlitz
    - George von Niemitz zu Karisch († 4. April 1626); ⚭ Helena von Gellhorn und Petersdorf
      - Gottfried von Niemitz († nach 1629); ⚭ Hedwig von Mühlheim